# Nova Santa Helena
Nova Santa Helena är en kommun i Brasilien.   Den ligger i delstaten Mato Grosso, i den centrala delen av landet, 900 km nordväst om huvudstaden Brasília. Antalet invånare är 3 475.
I omgivningarna runt Nova Santa Helena växer i huvudsak städsegrön lövskog. Trakten runt Nova Santa Helena är nära nog obefolkad, med mindre än två invånare per kvadratkilometer.